# Новоафонская пещерная железная дорога
Железная дорога в Новоафонской пещере — открыта 4 июля 1975 года в составе туристического комплекса Новый Афон (Абхазия). Предназначена для доставки туристов в пещеру внутри Апсарской (Иверской) горы. Имеет длину 1,3 км и 3 станции: «Входные ворота», «Зал Анакопия» и «Зал Апсны».
Из-за подземного расположения эту железную дорогу иногда сравнивают с метро.

## Описание системы
Для подвоза отдыхающих к пещере к 1975 году была построена транспортная система — тоннель с однопутной электрифицированной железной дорогой. Работает во время курортного сезона с мая по ноябрь. Линия длиной 1291 м имеет 3 пассажирские станции. Перегоны — 816 и 475 м. Поезд проходит их за 3 и 2 мин со скоростью до 30 км/ч. Начальная станция «Входные ворота» используется как посадочно-высадочная, промежуточная станция «Зал Анакопия» — как высадочная, конечная станция «Зал Апсны» — как посадочная. Линия является однопутной, узкоколейной. Ширина колеи — 900 мм. Депо находится перед начальной станцией — со стороны, противоположной тоннелю к пещере. Двухпутные разъезды имеются в тоннеле около начальной станции и в зале конечной станции. Есть также 2 съезда между начальной и промежуточной станциями: к служебным тоннелю и станции. Небольшой участок рельсового пути перед депо выходит наружу под навесом. Общая длина всех путей — около 2 км. Напряжение на контактном рельсе составляет 300 В постоянного тока.
В целях безопасности пассажиров, в пределах станций контактный рельс не имеет напряжения. На этих небольших участках поезд идёт на тяге от собственных аккумуляторов, в моторном вагоне.
Штатный пассажиропоток — 700 тыс. человек в сезон, то есть в среднем 3500 в день. На большей части маршрута обделка тоннеля сделана из железобетонных блоков (не метрополитеновского стандарта), часть тоннеля проложена в природной пещере. Строительство дороги было осуществлено в 1965—1975 годах тоннельным отрядом № 9 и строительно-монтажным поездом № 212 управления «Тбилтоннельстрой» под руководством Г. Джакели. Применялся буро-взрывной способ.

## Подвижной состав
Первоначально на пещерной железной дороге в 1975 году использовали состав, переоборудованный из шахтёрских вагонеток, совместно с электровозом К-10. Позднее для эксплуатации на линии в том же году по особому проекту НИИ «Гипроуглемаш» Министерства угольной промышленности СССР на Рижском вагоностроительном заводе (РВЗ) были построены 2 электропоезда ЭП «Турист», которые поочерёдно использовались на линии до 2014 года. Модель контактно-аккумуляторного электропоезда не имеет аналогов. В состав входят 1 моторный (ЭПм), 1 головной (ЭПг) и 4 прицепных (ЭПп) вагона. Общая вместимость электропоезда — 90 сидячих мест. В 2005 году один из поездов «Турист» был основательно отремонтирован и усовершенствован на московском заводе СВАРЗ. При этом трамвайный контроллер был заменён на современную тиристорно-импульсную систему управления. Второй состав прошёл аналогичный ремонт в марте 2009 года после долгого простоя. В ходе ремонта оба поезда были перекрашены из тёмно-синего и белого (первый состав) и из жёлтого с белыми и тёмно-оранжевыми полосами (второй состав, сохранявший заводскую окраску) в голубой цвет.
После проведённой реконструкции кабина машиниста в головном (ЭПг) вагоне была лишена пульта управления, и пост управления в настоящее время находится только с одной стороны. При движении из пещеры на «Входные ворота» машинист не имеет возможности смотреть вперёд.
В 2014 году на Рижском вагоностроительном заводе был выпущен новый электропоезд Эп-563-003, состоящий из 1 моторного головного, 4 прицепных и 1 прицепного головного вагонов. Прицепной головной вагон не имеет кабины управления и оснащён видеокамерами, что позволяет машинисту осуществлять управление дистанционно из моторного вагона, а пассажирам смотреть вперёд. Вместимость электропоезда составляет 102 сидячих места. После ввода электропоезда в эксплуатацию старые электропоезда ЭП «Турист» были отставлены от работы. В настоящее время второй электропоезд, за исключением прицепного головного вагона ЭПг, стоит на 2 пути станции «Зал Апсны», первый и головной вагон второго — в депо и на технических путях перед станцией «Входные ворота».
Также на железной дороге эксплуатируется шахтный электровоз АРП8, используемый для служебных нужд и для вождения пассажирских вагонов электропоездов при прохождении ремонта моторных вагонов.

## Галерея

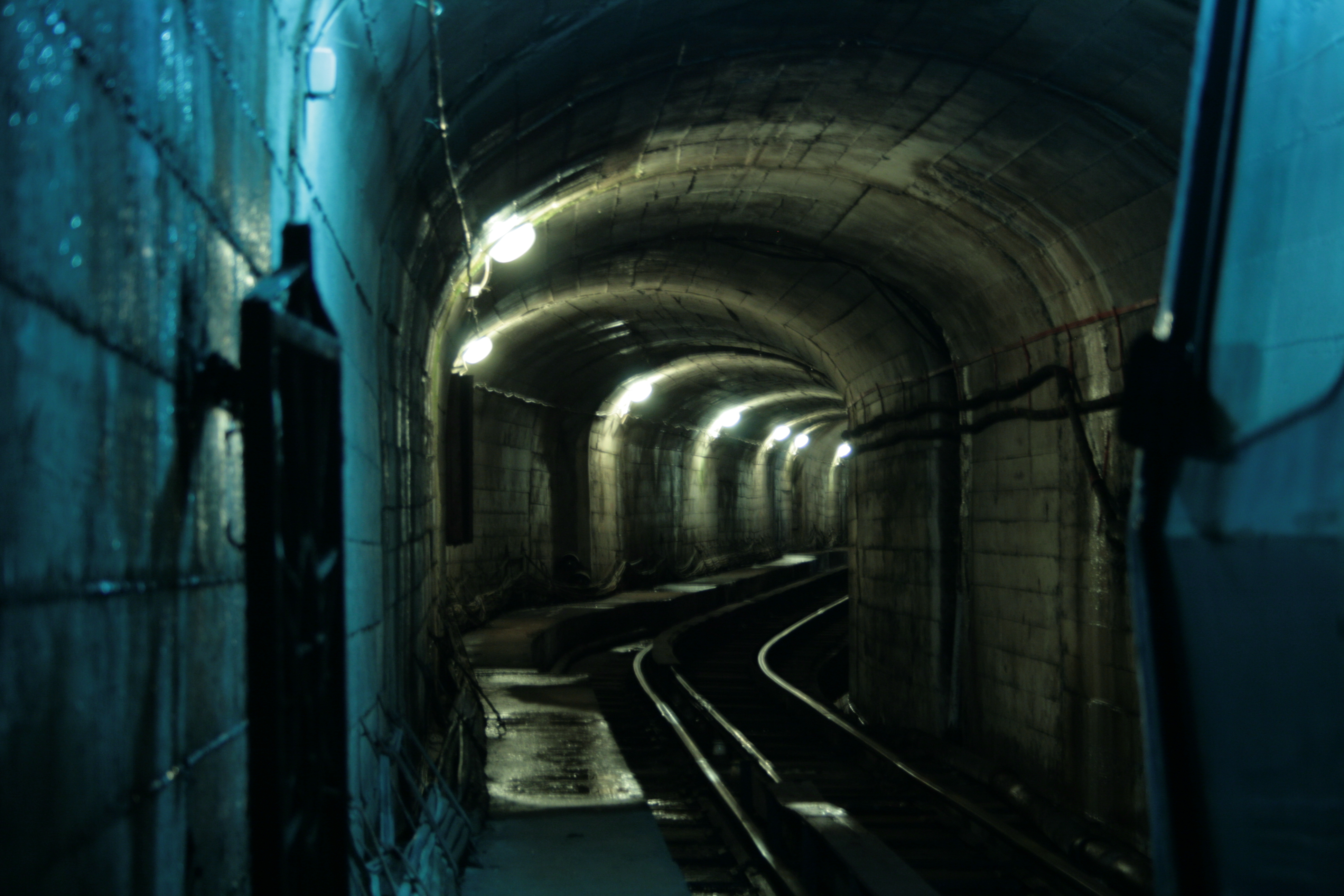
Начало транспортной системы Новоафонской пещеры
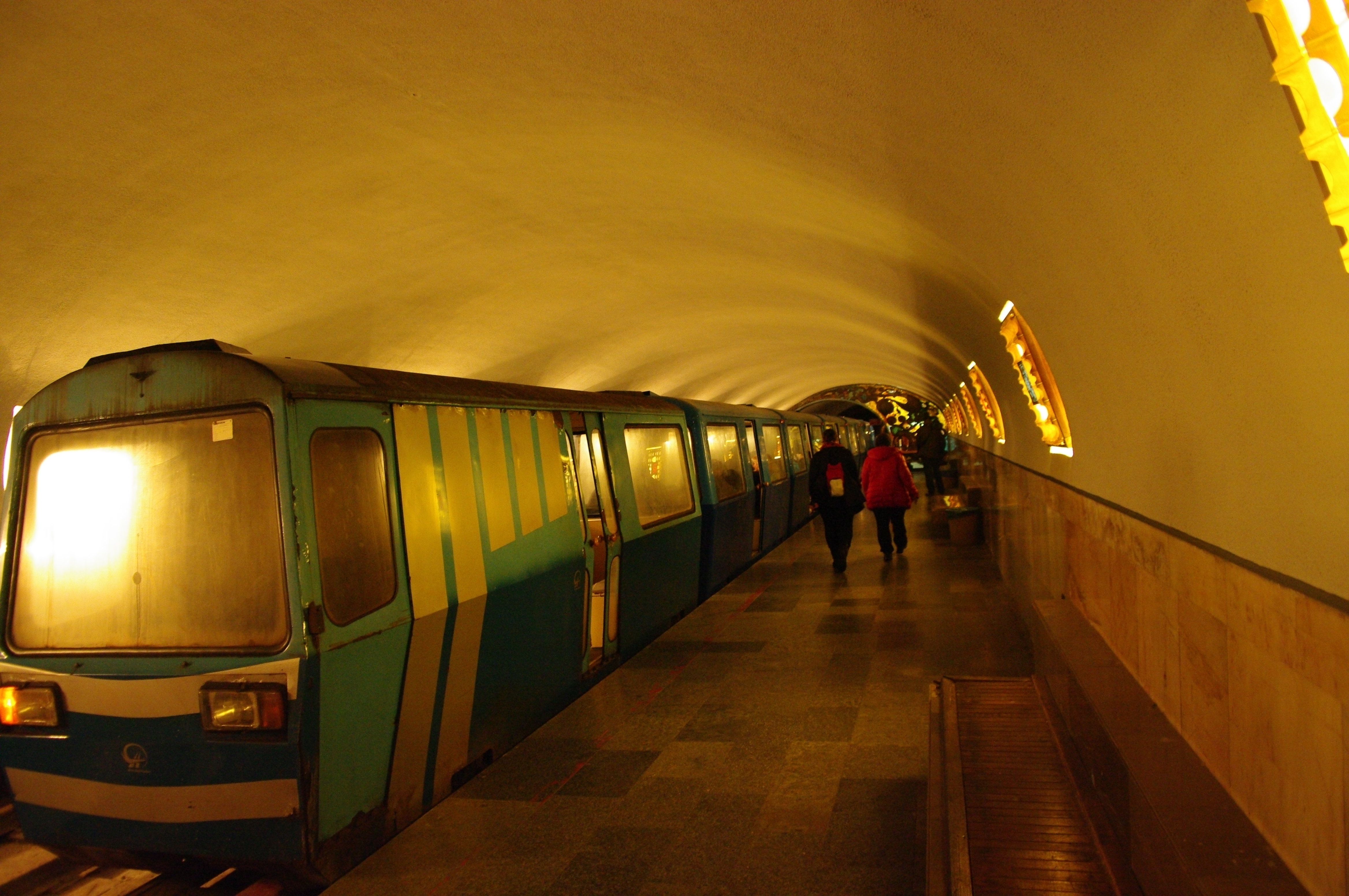
Электропоезд Эп «Турист» на станции «Апсны»
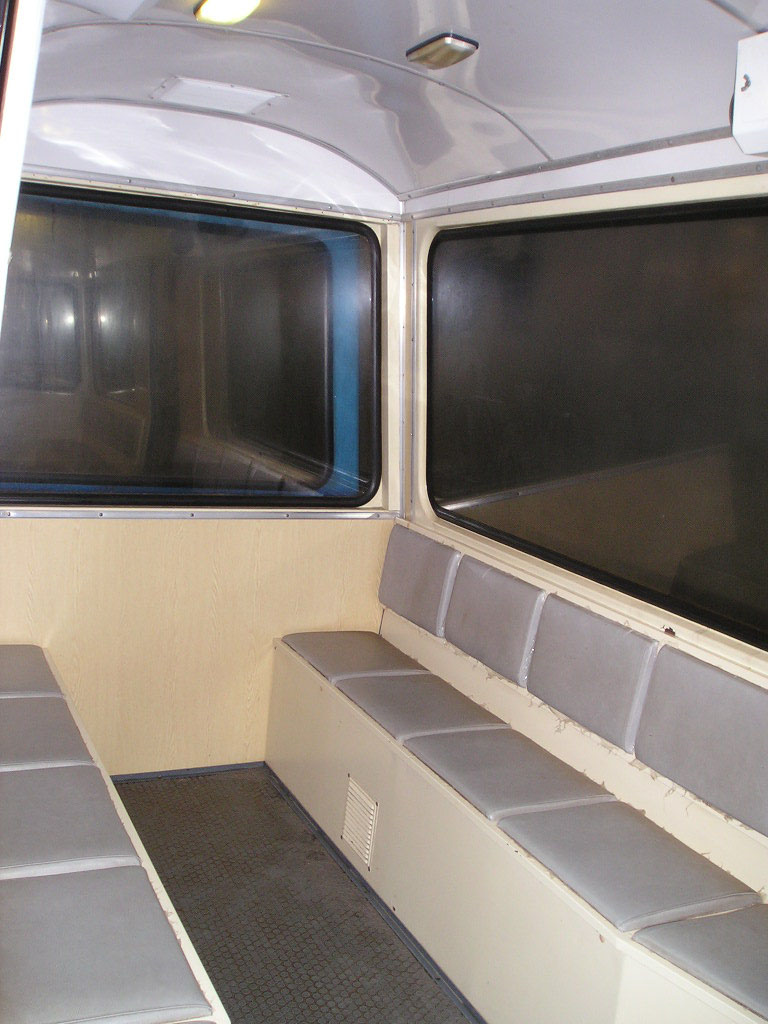
Интерьер вагона электропоезда Эп «Турист», 2006 год
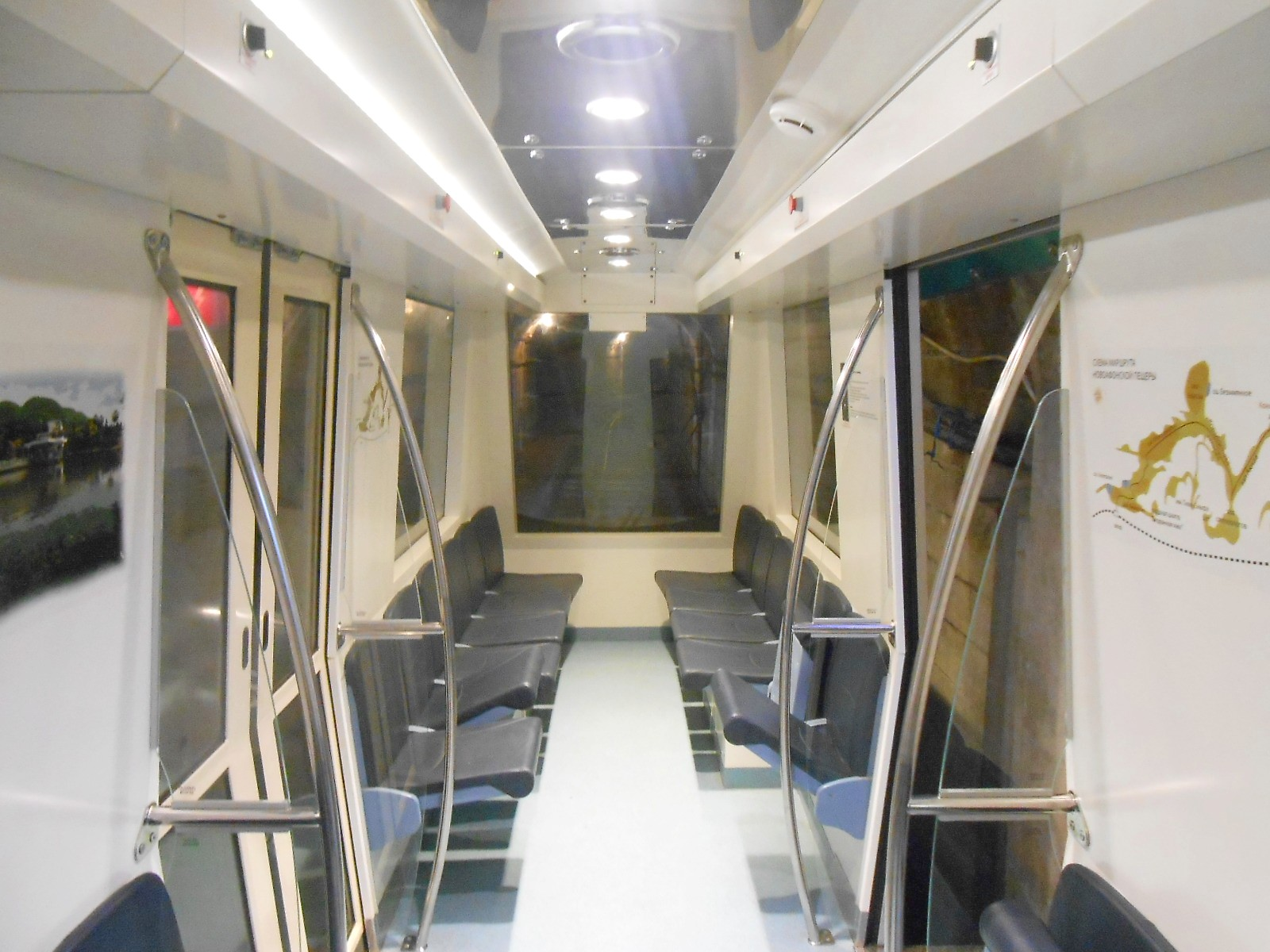
Интерьер головного прицепного вагона электропоезда Эп-563, 2014 год
Интерьер кабины головного вагона электропоезда Эп «Турист», 2008 год
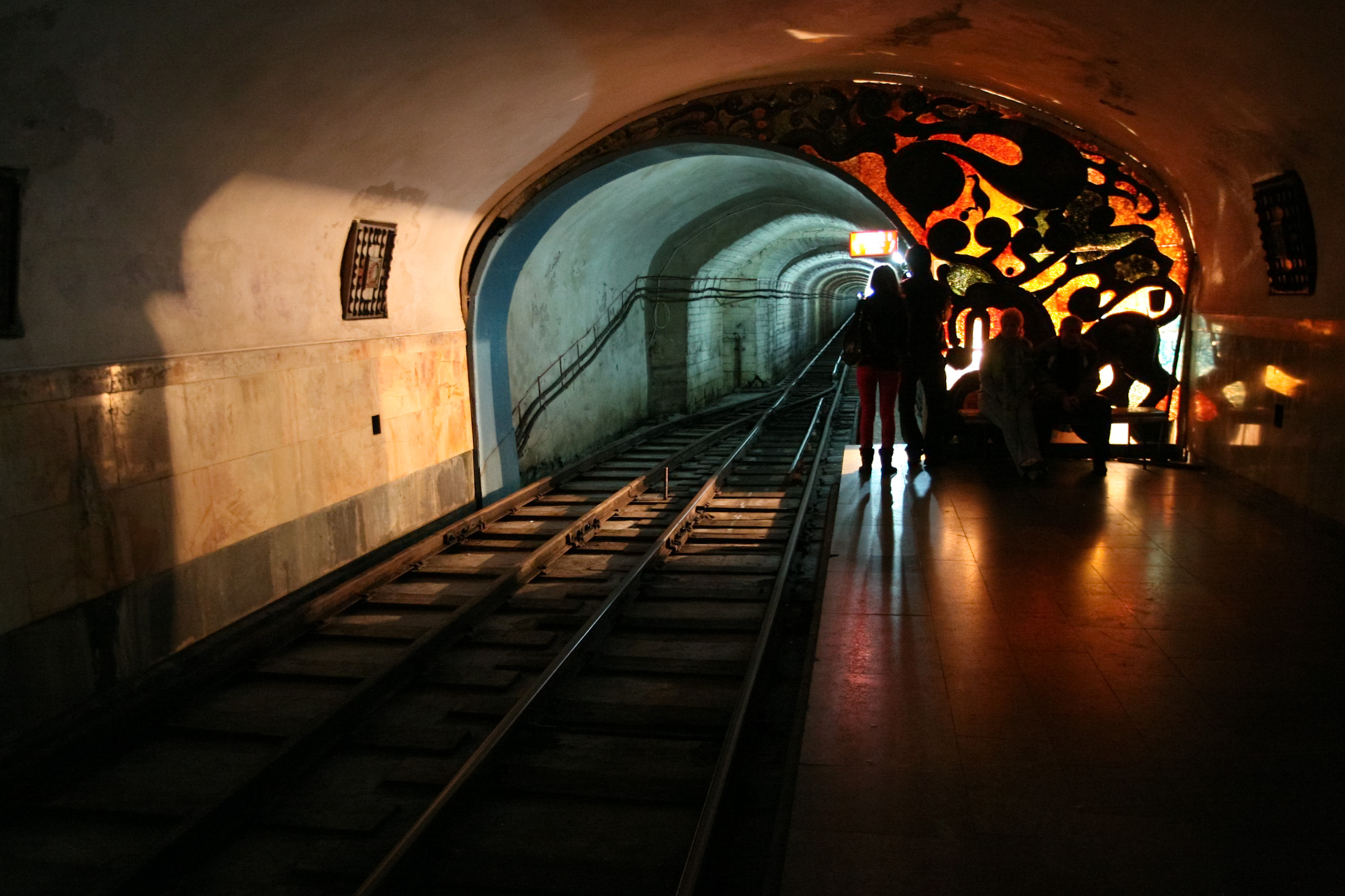
Станция «Апсны»
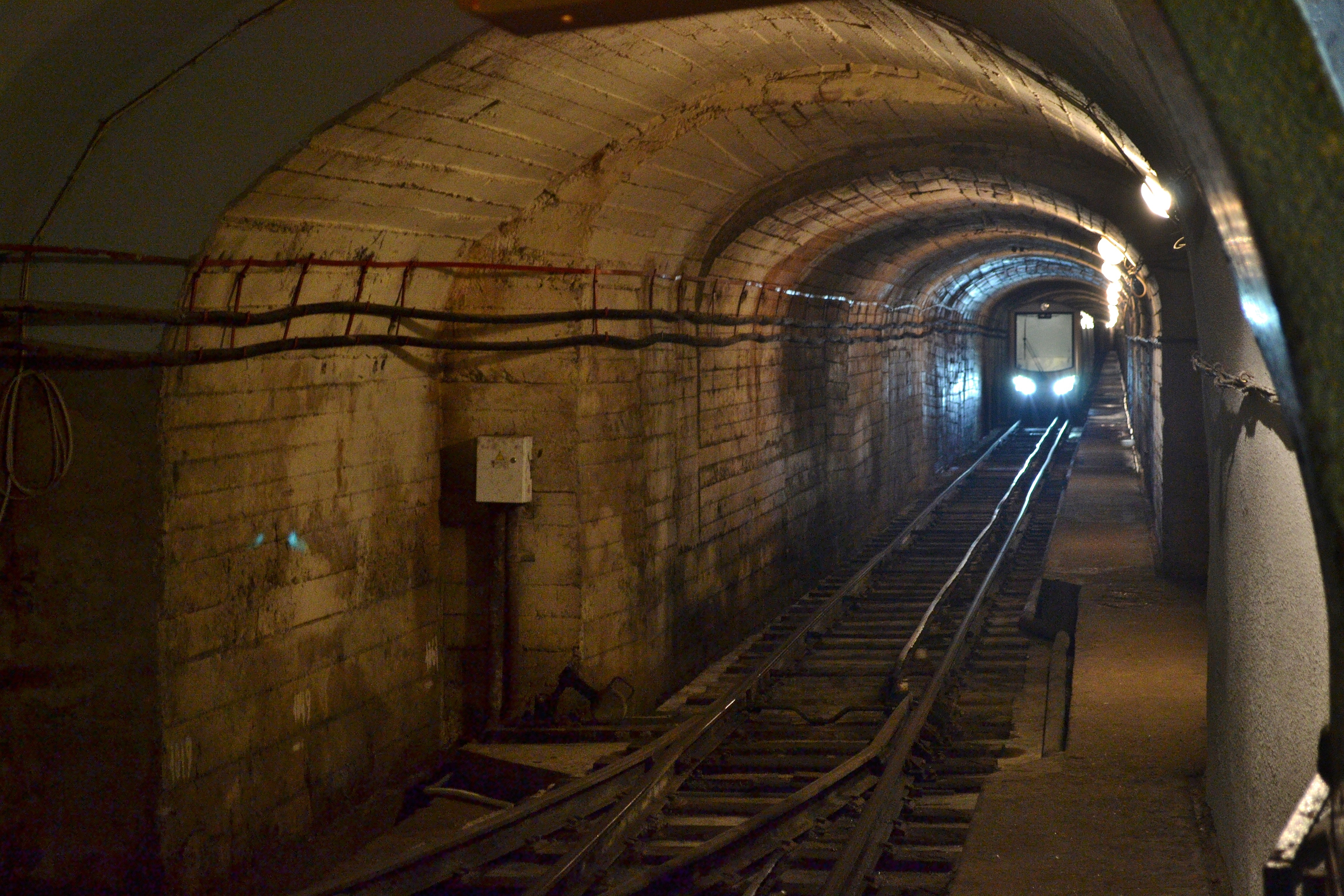
Прибытие поезда на конечную станцию «Апсны»
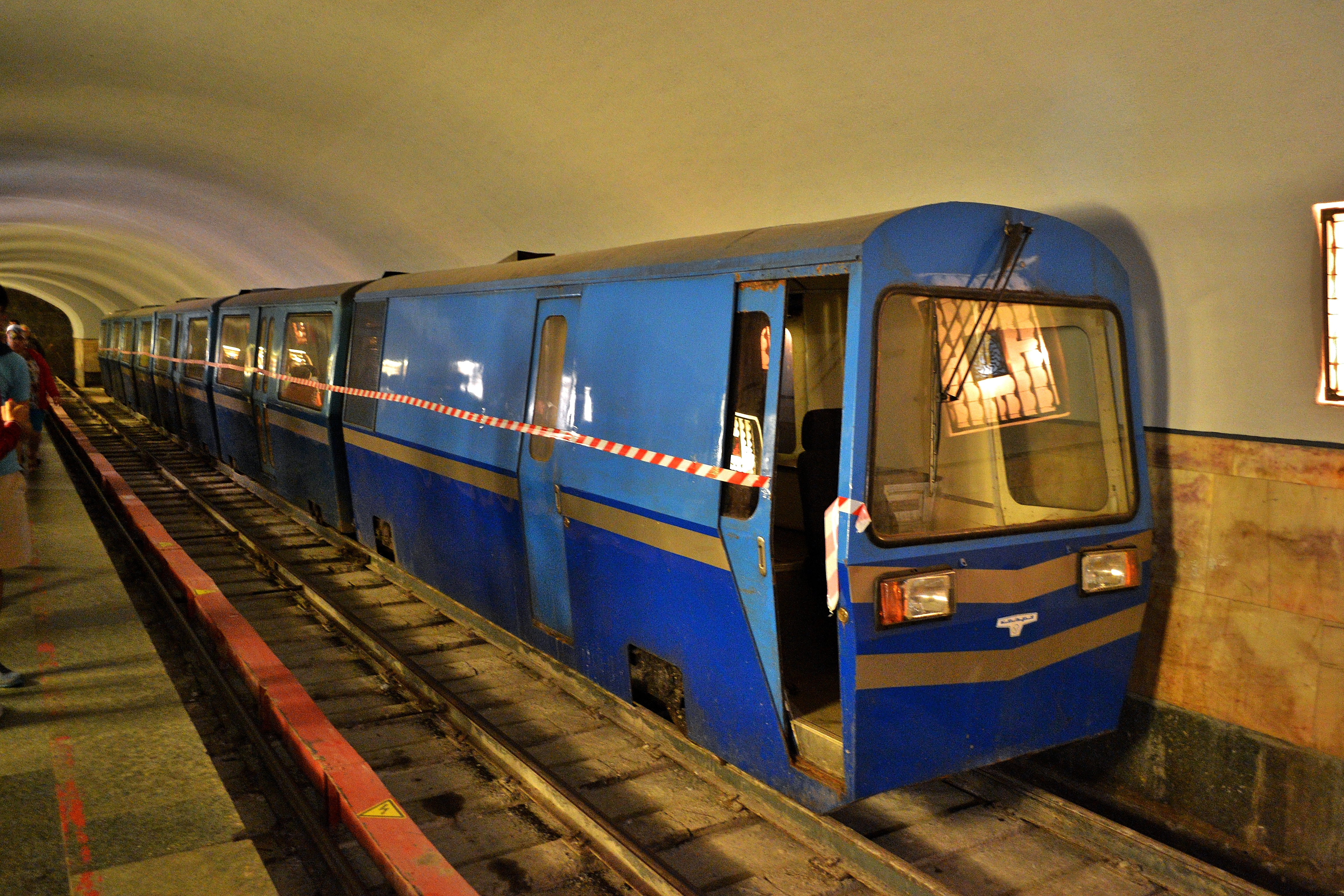
Старый запасной поезд на станции «Апсны»